# Jordanita benderi
Jordanita benderi ist ein Schmetterling aus der Familie der Widderchen (Zygaenidae). Die Art ist dem Entdecker Rupprecht Bender gewidmet.

## Merkmale
Die Falter erreichen eine Vorderflügellänge von 11,6 bis 14,6 Millimeter bei den Männchen und 9,2 Millimeter bei den Weibchen. Kopf, Thorax und Abdomen schimmern gelblich grün und sind schwach behaart. Die Fühler sind lang und schlank, stark gekämmt und bestehen aus etwa 36 Segmenten. Die Vorderflügeloberseiten schimmern gelblich grün. Die Hinterflügel sind hellgrau und leicht transluzent. Die Flügelunterseiten sind hellgrau und nicht mit glänzenden Schuppen besetzt.
Bei den Männchen ist der Aedeagus klein, der distale Teil ist viel breiter als der proximale Teil. Der Cornutus besitzt eine breite Basis und ist kommaförmig. Die Spitze ist lang auslaufend und gebogen.
Bei den Weibchen ist das Antrum breit ausgebeult, der proximale Ring und die laterale, mit einer kammartigen Struktur versehene Hälfte sind stark sklerotisiert. Der abgerundete distale Teil und die andere Seite des Antrums sind transluzent. Der Ductus bursae ist schmal und setzt lateral in der Nähe des Ostiums an. Proximal ist er breiter und stark gefurcht sowie distal gebogen und abgeknickt. Das Corpus bursae ist tropfenförmig.
Ei, Raupe und Puppe wurden bisher nicht beschrieben.

### Ähnliche Arten
Jordanita cognata ist mit einer Vorderflügellänge von 14,0 bis 17,5 Millimeter bei den Männchen etwas größer, die Vorderflügeloberseiten sind gelblich grün. Das Abdomen schimmert intensiv golden, die Fühler sind lang und bestehen aus 38 bis 41 Segmenten. Der Aedeagus ist deutlich größer. Er hat eine andere Gestalt und der Cornutus ist anders geformt.
Jordanita maroccana ist kleiner und dunkler, der Thorax ist stark behaart. Aedeagus und Cornutus sind verschieden.
Jordanita cognata kommt nur in Algerien und Tunesien vor, während J. benderi in Marokko endemisch ist.
Jordanita maroccana und J. benderi kommen sympatrisch in Pays Zaer Zaiane in Marokko vor und fliegen zur gleichen Zeit.

## Verbreitung
Jordanita benderi kommt in Marokko endemisch in den Hügeln des Pays Zaer Zaiane und im Hohen Atlas vor.

## Biologie
Die Raupen entwickeln sich vermutlich an der Wolligen Färberdistel (Carthamus lanatus), an der charakteristische Fraßspuren und im Mai an der Typuslokalität frische Blattminen gefunden werden konnten (Asni, Hoher Atlas). Die Falter fliegen von März bis Anfang Mai.